# Silke Hagino
Silke Hagino (* 1980) ist eine ehemalige deutsche Faustballerin, die im Nationalteam Europa- und Weltmeisterin wurde.

## Sportliche Laufbahn
Hagino stieg 2001 mit dem TV Bretten in der Besatzung Sarah Kühner, Cornelia Schön, Melanie Münzenmaier, Jasmin Neulinger, Eva Gorenflo und Charlotte Brüggemann in die 1. Bundesliga auf. 2007 errangen die Frauen in der Besetzung Silke Hagino, Sarah Kühner, Melanie Münzenmaier, Jasmin Neulinger, Nadine Zwintzscher, Bianca Mollenhauer, Carmen Wirth, Julia Igel und Helen Saade den dritten Platz bei den deutschen Meisterschaften.
2003 wurde Silke Hagino Europa-, 2004 Vize-Europameisterin und 2006 Weltmeisterin.